# Derris lushaiensis
Derris lushaiensis är en ärtväxtart som beskrevs av Krishnamurthy Thothathri. Derris lushaiensis ingår i släktet Derris och familjen ärtväxter. Inga underarter finns listade i Catalogue of Life.